# Unione Calcio Sampdoria 1947-1948
Questa voce raccoglie le informazioni riguardanti l'Unione Calcio Sampdoria nelle competizioni ufficiali della stagione 1947-1948.

## Organigramma societario
Area direttiva
- Presidente: Amedeo Rissotto

Area tecnica
- Allenatore: Adolfo Baloncieri

## Divise
| Prima divisa |

## Rosa
| N. |                      | Ruolo | Calciatore         |
| -- | -------------------- | ----- | ------------------ |
|    | Italia (bandiera)    | P     | Pietro Bonetti     |
|    | Italia (bandiera)    | P     | Satiro Lusetti     |
|    | Italia (bandiera)    | D     | Giovanni Ballico   |
|    | Italia (bandiera)    | D     | Luigi Cassano      |
|    | Italia (bandiera)    | D     | Oscarre Vicich     |
|    | Italia (bandiera)    | D     | Luigi Zorzi (I)    |
|    | Argentina (bandiera) | C     | Carlos Bello       |
|    | Italia (bandiera)    | C     | Luigi Bertani      |
|    | Italia (bandiera)    | C     | Marco Borrini      |
|    | Italia (bandiera)    | C     | Elio Bertoni (II)  |
|    | Italia (bandiera)    | C     | Pietro Broccini    |
|    | Italia (bandiera)    | C     | Giuseppe Carissimi |
|    | Italia (bandiera)    | C     | Longino Di Piazza  |

| N. |                      | Ruolo | Calciatore         |
| -- | -------------------- | ----- | ------------------ |
|    | Argentina (bandiera) | C     | Óscar Garro        |
|    | Italia (bandiera)    | C     | Bruno Gramaglia    |
|    | Italia (bandiera)    | C     | Luigi Parodi       |
|    | Italia (bandiera)    | C     | Italo Rebuzzi (II) |
|    | Italia (bandiera)    | C     | Mario Silvestrelli |
|    | Italia (bandiera)    | A     | Giuseppe Baldini   |
|    | Italia (bandiera)    | A     | Giorgio Barsanti   |
|    | Italia (bandiera)    | A     | Adriano Bassetto   |
|    | Italia (bandiera)    | A     | Ernani D'Alconzo   |
|    | Argentina (bandiera) | A     | Juan Calichio      |
|    | Austria (bandiera)   | A     | Engelbert Koenig   |
|    | Italia (bandiera)    | A     | Giorgio Pruzzo     |

## Risultati

### Serie A

#### Girone di andata
| Arbitro: | Valsecchi (Milano) |

|                        |           |                        |
| Calichio 60’ Bello 69’ | Marcatori | 2’ Mlacher 8’ Tosolini |

| Arbitro: | Dattilo (Roma) |

|                                                     |           |              |
| Caprili 10’ Cergoli 20’ Depetrini 44’ Boniperti 48’ | Marcatori | 83’ Bassetto |

| Arbitro: | Zambotto (Padova) |

|                |           |  |
| Turconi II 25’ | Marcatori |  |

| Arbitro: | Gemini (Roma) |

|              |           |                                        |
| Bassetto 58’ | Marcatori | 8’, 72’ Quaresima 31’ Madini 45’ Fiumi |

| Arbitro: | Marchetti (Milano) |

|              |           |  |
| Bassetto 35’ | Marcatori |  |

| Arbitro: | Parpaiola (Padova) |

|                 |           |  |
| Cappello IV 54’ | Marcatori |  |

| Arbitro: | Bertolio (Torino) |

|                                                      |           |              |
| Bassetto 25’, 80’ 87’ Baldini 38’, 70’ Di Piazza 55’ | Marcatori | 34’ Sperotto |

| Arbitro: | Agnolin (Bassano del Grappa) |

|                           |           |                      |
| Verdeal 59’ Trevisani 85’ | Marcatori | 9’ (aut.) Cappellini |

| Arbitro: | Orlandini (Roma) |

|  |           |                     |
|  | Marcatori | 37’ (rig.) Menti II |

| Arbitro: | Vannini (Bologna) |

|                         |           |                |
| Bassetto 80’ Koenig 84’ | Marcatori | 76’ Santamaria |

| Arbitro: | Carpani (Milano) |

|                  |           |  |
| Ferrari 15’, 30’ | Marcatori |  |

| Arbitro: | Savio (Torino) |

|                           |           |             |
| Morisco 30’ Vaschetto 46’ | Marcatori | 60’ Baldini |

| Genova 28 dicembre 1947 14ª giornata | Sampdoria        | 0 – 0 | Fiorentina | Stadio Luigi Ferraris\| Arbitro: \| Camiolo (Milano) \| |
| Arbitro:                             | Camiolo (Milano) |       |            |                                                         |

| Genova 1º gennaio 1948 15ª giornata | Sampdoria     | 0 – 0 | Milan | Stadio Luigi Ferraris\| Arbitro: \| Massai (Pisa) \| |
| Arbitro:                            | Massai (Pisa) |       |       |                                                      |

| Arbitro: | Valsecchi (Milano) |

|                                       |           |             |
| Conti I 31’ (rig.) Zorzi I 60’ (aut.) | Marcatori | 9’ Bassetto |

| Arbitro: | Poggipollini (Ferrara) |

|  |           |                               |
|  | Marcatori | 37’ (aut.) Carlini 62’ Parodi |

| Arbitro: | Canavesio (Torino) |

|            |           |            |
| Koenig 24’ | Marcatori | 28’ Tieghi |

| Genova 25 gennaio 1948 19ª giornata | Sampdoria        | 0 – 0 | Modena | Stadio Luigi Ferraris\| Arbitro: \| Tassini (Verona) \| |
| Arbitro:                            | Tassini (Verona) |       |        |                                                         |

| Arbitro: | Camiolo (Milano) |

|               |           |               |
| Stradella 22’ | Marcatori | 74’ Carissimi |

| Arbitro: | Bellè (Venezia) |

|                  |           |                |
| Bassetto 8’, 15’ | Marcatori | 81’ De Andreis |

#### Girone di ritorno
| Arbitro: | Pera (Firenze) |

|                |           |  |
| Begni 47’, 60’ | Marcatori |  |

| Arbitro: | Zelocchi (Modena) |

|                                                           |           |                              |
| Bassetto 14’, 81’ Silvestrelli 27’, 53’ Parola 61’ (aut.) | Marcatori | 42’ Boniperti 63’ Muccinelli |

| Arbitro: | Corallo (Lecce) |

|                                                  |           |                                    |
| Barsanti 8’, 35’ Baldini 31’, 39’ Rebuzzi II 66’ | Marcatori | 8’, 35’ Candiani II 41’ Turconi II |

| Arbitro: | Gamba (Pozzuoli) |

|                          |           |                                        |
| Zapirain 40’, 61’ (rig.) | Marcatori | 10’, 13’, 87’ Silvestrelli 20’ Baldini |

| Arbitro: | Canavesio (Torino) |

|                 |           |  |
| Randon 12’, 82’ | Marcatori |  |

| Arbitro: | Pieri (Trieste) |

|                            |           |  |
| Bassetto 8’ Rebuzzi II 22’ | Marcatori |  |

| Arbitro: | Zilli (Reggio Emilia) |

|                               |           |                               |
| Begnini 16’ Sperotto 21’, 47’ | Marcatori | 29’ Baldini 67’ (aut.) Grosso |

| Arbitro: | Gemini (Roma) |

|             |           |                 |
| Baldini 46’ | Marcatori | 20’ Dalla Torre |

| Arbitro: | Agnolin (Bassano del Grappa) |

|                                    |           |                             |
| Ossola 4’ Gabetto 14’ Martelli 68’ | Marcatori | 28’ Rebuzzi II 89’ Barsanti |

| Arbitro: | Poggipollini (Ferrara) |

|                                           |           |             |
| Krieziu 16’ Candalés 29’ Di Benedetti 70’ | Marcatori | 50’ Baldini |

| Arbitro: | Camiolo (Milano) |

|                           |           |            |
| Bassetto 3’ Carissimi 76’ | Marcatori | 56’ Amadei |

| Arbitro: | Cicardi (Lecco) |

|                                                            |           |                                  |
| Baldini 7’, 57’ Bassetto 17’, 63’ Carissimi 30’ Parodi 90’ | Marcatori | 25’ Rossi 38’ Merlin 80’ Onorato |

| Arbitro: | Bonivento (Venezia) |

|                                                             |           |                                             |
| Eliani 20’ (rig.) Gregorin 35’ Marchetti 56’ Valcareggi 61’ | Marcatori | 3’ Bassetto 23’ (aut.) Furiassi 52’ Baldini |

| Arbitro: | Massai (Pisa) |

|                      |           |  |
| Annovazzi 80’ (rig.) | Marcatori |  |

| Arbitro: | Marchetti (Milano) |

|                                       |           |             |
| Rebuzzi II 27’, 84’ Bassetto 39’, 89’ | Marcatori | 69’ Cuscela |

| Arbitro: | Tassini (Verona) |

|  |           |                 |
|  | Marcatori | 20’ Tontodonati |

| Arbitro: | Zilli (Reggio Emilia) |

|            |           |            |
| Tre Re 77’ | Marcatori | 25’ Koenig |

| Arbitro: | Gemini (Roma) |

|         |           |             |
| Neri 4’ | Marcatori | 43’ Baldini |

| Arbitro: | Marchetti (Milano) |

|                                                  |           |  |
| Pietruzzi 5’ (aut.) Koenig 22’, 90’ Bassetto 77’ | Marcatori |  |

| Arbitro: | Camiolo (Milano) |

|                                           |           |                                     |
| Puccinelli 24’ De Andreis 40’ Cecconi 68’ | Marcatori | 8’ (aut.) Remondini 59’, 61’ Koenig |

## Statistiche

### Statistiche di squadra
| Competizione | Punti | In casa | In casa | In casa | In casa | In casa | In casa | In trasferta | In trasferta | In trasferta | In trasferta | In trasferta | In trasferta | Totale | Totale | Totale | Totale | Totale | Totale |
| Competizione | Punti | G       | V       | N       | P       | Gf      | Gs      | G            | V            | N            | P            | Gf           | Gs           | G      | V      | N      | P      | Gf     | Gs     |
| ------------ | ----- | ------- | ------- | ------- | ------- | ------- | ------- | ------------ | ------------ | ------------ | ------------ | ------------ | ------------ | ------ | ------ | ------ | ------ | ------ | ------ |
| Campionato   | 36    | 20      | 11      | 6       | 3       | 44      | 23      | 20           | 2            | 4            | 14           | 24           | 40           | 40     | 13     | 10     | 17     | 68     | 63     |
| Totale       |       | 20      | 11      | 6       | 3       | 44      | 23      | 20           | 2            | 4            | 14           | 24           | 40           | 40     | 13     | 10     | 17     | 68     | 63     |

### Statistiche dei giocatori
| Giocatore       | Campionato | Campionato |
| Giocatore       | Pres       | Gol        |
| --------------- | ---------- | ---------- |
| G. Baldini      | 35         | 13         |
| G. Ballico      | 31         | 0          |
| G. Barsanti     | 26         | 2          |
| A. Bassetto     | 39         | 21         |
| C. Bello        | 3          | 1          |
| L. Bertani      | 27         | 0          |
| E. Bertoni (II) | 20         | 0          |
| P. Bonetti      | 5          | -15        |
| M. Borrini      | 11         | 0          |
| P. Broccini     | 3          | 0          |
| J. Calichio     | 4          | 1          |
| G. Carissimi    | 15         | 3          |
| L. Cassano      | 10         | 0          |
| E. D'Alconzo    | 5          | 0          |
| L. Di Piazza    | 7          | 1          |
| B. Gramaglia    | 33         | 0          |
| E. Koenig       | 17         | 7          |
| S. Lusetti      | 35         | -48        |
| L. Parodi       | 11         | 2          |
| G. Pruzzo       | 1          | 0          |
| I. Rebuzzi (II) | 36         | 5          |
| M. Silvestrelli | 7          | 5          |
| O. Vicich       | 22         | 0          |
| L. Zorzi (I)    | 37         | 0          |